# Gomuşçu (Saatlı)
Gomuşçu è un comune dell'Azerbaigian situato nel distretto di Saatlı.